# Монона (окръг, Айова)
Окръг Монона (на английски: Monona County) е окръг в щата Айова, Съединени американски щати. Площта му е 1810 km², а населението - 10 020 души (2000). Административен център е град Онауа.